# Château de Sainte-Colombe-en-Auxois
Le château de Sainte-Colombe-en-Auxois est un château  du XVIIIe siècle situé à Sainte-Colombe-en-Auxois (Côte-dOr) en Bourgogne-Franche-Comté.

## Localisation
Le château est situé au centre du village.

## Historique
Il n’y eut pas de château à Sainte-Colombe-en-Auxois avant la première moitié du XVIIe siècle. Auparavant, les terres de Sainte-Colombe faisaient partie d’une seigneurie appartenant aux Ducs de Bourgogne et à la Dame de la Roiche.
En 1629, a lieu un nouveau partage de Sainte Colombe entre la famille Du Faur de Pibrac et Jacques Filsjean qui reçoit la moitié du domaine par mariage avec Jeanne Gallois.
Vers 1640, Jacques Filsjean, devenu seigneur d’une partie de la seigneurie de Sainte Colombe, y bâtit une vaste demeure seigneuriale à proximité de la petite église. Le village passe alors pour riche, il compte 43 feux (soit environ 200 habitants) parmi lesquels de nombreux artisans, maçons, charpentiers et couvreurs.
3 ans plus tard, en 1643 Jacques Filsjean donne dénombrement de son bien, il perçoit la moitié des droits seigneuriaux, mais est seul propriétaire “de la maison seigneuriale consistant en corps et logis, grange, establerie, pressoir, vignes, cours, jardin, colombier en pied, le tout attenant et clos de muraille proche de l’église"
Le château reste alors dans la famille Filsjean jusqu'en 1775 où Jean-charles Filsjean est compromis, comme spéculateur, dans la guerre des Farines, ce qui lui vaut une grande impopularité. Il périt, assassiné à coups de bâton, le 28 avril 1790, à Vitteaux.
Il ne laisse qu’un fils, Henri Louis Jean Filsjean, qui meurt sans prospérité en 1811, laissant Sainte Colombe à un lointain cousin.
En 1906, le château est acquis par un antiquaire qui le dépouille de son décor intérieur et de son mobilier. Il le revend en 1911 aux parents des derniers propriétaires qui l'utiliseront jusqu’en 1986 les bâtiments à des fins agricoles.

## Architecture
Le château de Sainte-Colombe-en-Auxois est un bâtiment de plan classique présentant un corps de logis principal flanqué de 2 pavillons et assorti de nombreuses dépendances (écuries, étables, granges,…).
Le style classique, inspiré des modèles antiques et des pratiques architecturales italiennes, se caractérise par l'emploi de proportions rationnelles, la recherche de la symétrie, l'équilibre des lignes. Les restes de polychromie que l'on peut apercevoir sur la façade témoignent de l'utilisation d'ocres jaune et rouge pour magnifier le respect des lignes et de l'équilibre du bâtiment. Ce type d'édifice était à l'époque désigné comme étant "entre cour et jardin" ; à Ste Colombe le jardin, qui se trouvait au nord du bâtiment, n'est plus attenant mais éclaté entre plusieurs parcelles.
Au XVIIIe siècle, une nouvelle aile viendra agrandir l'édifice à l'ouest ; elle se caractérise par ce toit "à la Mansard" permettant l'aménagement des combles.
Le château en totalité, les communs et la terrasse sont inscrits par arrêté du 23 août 1991

## Valorisation du patrimoine
En 1986 ARCADE, l’Association pour la Restauration du Château, l’Animation et le DÉveloppement de Sainte-Colombe-en-Auxois est fondée par Alain Gislot, afin de contribuer à la restauration du château dont une partie est en ruine. Cela est permis notamment grâce à l’aide des partenaires institutionnels qui subventionnent en partie cette campagne de restauration. En parallèle, ARCADE organise et encadre des chantiers de bénévoles et des chantiers écoles. Les échanges internationaux avec d’autres chantiers écoles s’organisent sur le site, qui devient un lieu de découverte, de rencontre, de pédagogie, de transmission et de savoir-faire. Ces restaurations permettent au château de Sainte-Colombe-en-Auxois d’être Inscrit à l’Inventaire Supplémentaire des Monuments Historiques. Une seconde campagne de restauration se déroule entre 2014 et 2016 afin de redonner au château ses couleurs ocres originelles.
Après la restauration du château, ARCADE fait le choix de développer un projet culturel et touristique sur le site et confirme son positionnement en se dotant de la baseline "Design à la campagne®". ARCADE propose ainsi un engagement politique, social et culturel fort : être un lieu de diffusion et de création contemporaine en design et métiers d'art, en milieu rural.
Ainsi, dès 1988, ARCADE organise des manifestations ponctuelles à caractère culturel dans la cour du château : concerts, expositions, spectacles.
En 2002, sous l’impulsion d’Edith Bricogne et de nouveaux bénévoles, professionnels du design, la création contemporaine industrielle et artisanale est alors au cœur du projet. ARCADE œuvre pour la promotion du design et des métiers qu’elle présente comme support d’éducation et objet de formation et participe ainsi aux échanges culturels et économiques locaux et régionaux.
Avec ces nouvelles actions, en 2007, ARCADE devient l’Atelier de Recherche en Création Artistique et DEsign, pouvant ainsi porter le projet de créer un centre de rencontre autour du design en collaboration avec des programmations locales, départementales, régionales et internationales. Les différentes actions (expositions, ateliers, conférences, rencontres) visent à mettre en synergie la création et la production dans l’artisanat et l’industrie.